# 水素化ルビジウム
水素化ルビジウム(Rubidium hydride)は、ルビジウムの水素化物である。金属ルビジウムと水素ガスとを反応させることによって合成される。アルカリ金属の水素化物であり、強い還元剤として働き、弱い酸化剤とも容易に反応する。塩素またはフッ素と酸化還元反応をさせると多くの熱を発生する。水素化ルビジウムは空気および水と激しく反応するため、それらを絶って保存する必要がある。